# Svengali (película de 1931)
Svengali es una película de 1931 basada en la novela de George du Maurier Trilby, publicada por entregas en 1894 y en libro en 1895. La película fue dirigida por Archie Mayo, y contó con John Barrymore y Marian Marsh como actores principales. 

## Sinopsis
Svengali (John Barrymore) es un maestro de música que tiene la habilidad de hipnotizar. Precisamente, logra dominar la voluntad de Trilby (Marian Marsh), una modelo nudista que también ha interesado a Billie (Bramwell Fletcher), un joven artista. La chica se convierte en una exitosa cantante por voluntad de Svengali, pero Billie no pierde el interés en ella y tratará de romper el extraño vínculo que une a la pareja.

## Enlaces externos

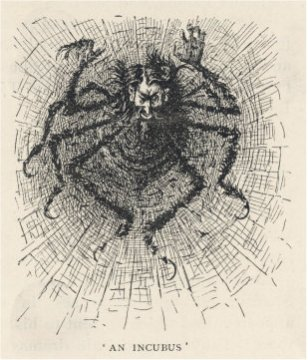
«Un íncubo»: ilustración del libro que presenta a Svengali como araña.